# 岐阜県中学校の廃校一覧
岐阜県中学校の廃校一覧（ぎふけんちゅうがっこうのはいこういちらん）は、岐阜県内の廃校になった中学校の一覧。対象となるのは、学制改革（1947年）以降に廃校となった中学校、および分校である。学校名は廃校当時のもの。廃校時に中学校が所在していた自治体がその後、合併により消滅している場合は、現行の自治体に含める。また現在休校中の県内の中学校や分校も、事実上廃校となっているものが多いため、参考として本項に記載する。
（）内は、廃校になった年である。

## 岐阜市
- 厳美村立厳美中学校（1948年東部中と統合し岐阜市関市組合立東山中学校へ）
- 学校組合立東部中学校（1948年厳美中と統合し東山中春近分校となり、1949年廃止）
- 稲葉郡学校組合立稲北中学校方県分校（1949年）[注釈 1]
- 稲葉郡学校組合立稲北中学校黒野分校（1949年12月）
- 岐阜市立山県中学校（1962年東山中と統合し岐阜市立三輪中学校へ）[1]
- 岐阜市関市組合立東山中学校（1962年山県中と統合し三輪中へ）[1]
- 岐阜市立岐陽中学校（2000年岐阜市立梅林中学校へ統合）[1]
- 岐阜市立伊奈波中学校（2012年岐阜市立岐阜清流中学校[2]および岐阜市立岐阜中央中学校[3]へ再編）
- 岐阜市立明郷中学校（同上）[2][3]
- 岐阜市立藍川北中学校（2025年岐阜市立藍川小学校と統合し岐阜市立藍川北学園へ）[4]
- 岐阜大学教育学部附属中学校（2020年岐阜大学教育学部附属小学校と統合し義務教育学校の岐阜大学教育学部附属小中学校へ）[5]
- 厚見村茜部村組合立厚茜中学校（1950年八剣村立八剣中学校と統合し八剣村厚見村茜部村組合立〈のち：岐阜市岐南町組合立〉厚八中へ）[6]
- 岐阜市岐南町組合立厚八中学校（1973年岐南中と岐阜市立厚見中学校へ分割）[6]
- 岐阜市羽島郡柳津町中学校組合立南部中学校（1963年蘇西中と統合し岐阜市立境川中学校〈当時：岐阜市羽島郡柳津町中学校組合立〉へ）[7]
- 柳津町立蘇西中学校（1963年南部中と統合し境川中へ）[7]

## 大垣市
- 大垣市立興文中学校〈初代〉（1948年9月1日東中〈初代〉と統合し東興文中へ）[8]
- 大垣市立東中学校〈初代〉（1948年9月1日興文中〈初代〉と統合し東興文中へ）[9]
- 大垣市立東興文中学校（1949年11月大垣市立興文中学校〈2代目〉[8]と大垣市立東中学校〈2代目〉[9]へ分割）
- 大垣市立西中学校日新分校（1948年）[10]
- 大垣市立西中学校静里分校（1948年）[10]
- 大垣市立西中学校綾里分校（1948年）[10]
- 大垣市立江東中学校（1967年川並中と統合し大垣市立江並中学校江東教室となり、1968年新校舎に移転）[11]
- 大垣市立川並中学校（1967年江東中と統合し江並中川並教室となり、1968年廃止）[11]
- 大垣市立上石津中学校（2024年多良小、時小、一之瀬小、牧田小と統合し大垣市立上石津学園を新設）[12]
- 不破郡赤坂町青墓村学校組合立赤坂中学校青墓分校（1949年）[注釈 2]
- 安八郡学校組合立三和中学校（1952年東中へ編入）[9]
- 牧田村一之瀬村組合立牧田中学校（1948年一之瀬村立一之瀬中と牧田村立牧田中へ分割）
- 一之瀬村立一之瀬中学校（1951年牧田中と統合し日彰中へ）
- 牧田村立牧田中学校（1951年一之瀬中と統合し日彰中へ）
- 時村立時中学校時山分校（1949年）
- 上石津町立日彰中学校（1975年統合により上石津中へ）
- 上石津町立多良中学校（同上）
- 上石津町立時中学校（同上）

## 高山市
- 高山市立第一中学校第一分校（1948年）[注釈 3]
- 高山市立第一中学校第二分校（1948年）
- 高山市立第三中学校（1961年第四中と統合し高山市立中山中学校へ）[14]
- 高山市立第四中学校（1961年第三中と統合し中山中へ）[14]
- 高山市立大八中学校（1977年岩滝中と統合し高山市立東山中学校へ）[15]
- 高山市立岩滝中学校（1977年大八中と統合し東山中へ）[15]
- 高山市立高根中学校（2006年高山市立朝日中学校へ統合）[16]
- 高山市立日和田中学校（同上）[注釈 4]
- 高山市立荘川中学校（2025年高山市立荘川小学校と統合、高山市立荘川さくら学園へ）
- 久々野町立久々野中学校〈旧〉（1960年統合により高山市立久々野中学校〈当時：久々野町立〉へ）[注釈 5]
- 久々野町立大西中学校（同上）
- 久々野町立渚中学校（同上）
- 荘川村立中野中学校（1960年[18]）
- 荘川村立荘川中学校〈初代〉（1961年統合により高山市立荘川中学校〈当時：荘川村立〉へ）[18]
- 荘川村立黒谷中学校（同上）[18]
- 荘川村立黒谷中学校六厩分校（同上）
- 朝日村立秋神中学校（1948年秋神中として独立、1963年朝日中へ再統合され秋神分教室となり、1964年廃止）[19]
- 上宝村立蔵柱中学校（1948年上宝村立第一中蔵柱分校から独立し上宝村立第三中へ、1959年蔵柱中へ、1964年本郷中へ統合され分室に戻り、1965年廃校）
- 上宝村立長倉中学校（1948年上宝村立第一中長倉分校から独立し上宝村立第四中へ、1959年長倉中へ、1964年本郷中へ統合され分室に戻り、1965年廃校）
- 上宝村立本郷中学校双六冬季分校（1963年）
- 上宝村立平湯中学校（1968年栃尾中へ統合）
- 上宝村立栃尾中学校中尾分校（1970年）
- 上宝村立本郷中学校（1959年上宝村立第一中から改称、2004年栃尾中と統合し高山市立北稜中学校〈当時：上宝村立〉へ）[20]
- 上宝村立栃尾中学校（2004年本郷中と統合し北稜中へ）[20]
- 清見村立巣野俣中学校（1962年[21]）
- 清見村立池本中学校（1963年新設の高山市立清見中学校〈当時：清見村立〉へ統合し池本教室、1964年廃止）[注釈 6]
- 清見村立夏厩中学校（1963年清見中へ統合し夏厩教室、1964年廃止）
- 清見村立大原中学校（1963年清見中へ統合し大原教室、1964年廃止）
- 清見村立福寄中学校（1963年清見中へ統合し福寄教室、1964年廃止）
- 清見村立牧ヶ洞中学校（1963年清見中へ統合し牧ヶ洞教室、1964年廃止）
- 清見村立清見中学校楢谷分校（1964年）
- 清見村立清見中学校森茂分校（1967年）
- 清見村立清見中学校小鳥山分校（1967年）
- 丹生川村立白井中学校（1950年丹生川中〈旧〉から分立、1969年統合により高山市立丹生川中学校〈当時：丹生川村立〉へ）[23]
- 丹生川村立旗鉾中学校（同上）[23]
- 丹生川村立三之瀬中学校（同上）[23]
- 丹生川村立折敷地中学校（同上）[23]
- 丹生川村立国見中学校（同上）[23]
- 丹生川村立丹生川中学校〈旧〉（1969年統合により丹生川中〈新〉へ）[23]

## 多治見市
- 多治見市立平野中学校（1948年統合により多治見市立陶都中学校へ）[24]
- 多治見市立渓南中学校（同上）[24]
- 多治見市立共栄中学校（同上）[24]
- 多治見市立平和中学校池田分校（1948年）[注釈 7]
- 多治見市立市之倉中学校（1958年多治見市立南ヶ丘中学校へ統合）[25]

## 関市
- 関市立田原中学校（1969年関市立旭ヶ丘中学校へ統合）[26]
- 関市立洞戸中学校（2016年板取中と統合し関市立板取川中学校へ）[27]
- 関市立板取中学校（2016年洞戸中と統合し板取川中へ）[27]
- 関市立武儀中学校（2016年上之保中と統合し関市立津保川中学校へ）[28]
- 関市立上之保中学校（2016年武儀中と統合し津保川中へ）[28]
- 板取村立板取中学校白谷分校（1962年）[29]
- 板取村立板取中学校島口分校（1962年）[29]
- 板取村立板取中学校門出分校（1962年）[29]
- 洞戸村立洞戸北中学校（1969年関市立洞戸中学校〈当時：洞戸村立〉へ統合）[30]
- 東武芸村立東武芸中学校（1948年西武芸中〈旧〉と統合し美山町立西武芸中学校〈当時：武儀郡西武芸村東武芸村組合立〉へ）
- 武芸川町立博愛中学校寺尾分校（1965年）[31]
- 武芸川町立博愛中学校（1965年武芸川中へ再編）
- 上之保村立上之保中学校鳥屋市分校（1969年）
- 武儀村立中之保中学校（1968年統合により武儀中へ）
- 武儀村立下之保中学校（同上）
- 武儀村立富之保中学校（同上）

## 中津川市
- 中津川市立川上中学校（2005年中津川市立坂下中学校へ統合）[32]
- 中津川市立山口中学校（2005年[33]）
- 福岡町立福岡中学校〈旧〉（1984年統合により中津川市立福岡中学校〈当時：福岡町立〉へ）[34]
- 福岡町立高山中学校（同上）[34]
- 福岡町立田瀬中学校（同上）[34]

## 美濃市
- 美濃市立中有知中学校（1958年美濃中〈初代〉へ統合）[注釈 8]
- 美濃市立美濃中学校中有知分校（1959年）[35]
- 美濃市立洲原中学校（1960年美濃中〈初代〉へ統合）[35]
- 美濃市立上牧中学校（1966年下牧中と統合し美濃第二中〈1967年美濃北中に改称〉上牧分室となり、1968年完全統合）[36]
- 美濃市立下牧中学校（1966年上牧中と統合し美濃第二中下牧分室となり、1968年完全統合）[36]
- 美濃市立美濃中学校〈初代〉（2012年美濃北中と統合し美濃市立美濃中学校〈2代目〉へ）[35]
- 美濃市立美濃北中学校（2012年美濃中〈初代〉と統合し美濃中〈2代目〉へ）[35]
- 中有知村立中有知中学校（1951年関市立下有知中学校へ統合）[注釈 9]

## 瑞浪市
- 瑞浪市立土岐中学校（1961年明世中と統合し瑞陵中へ）[37]
- 瑞浪市立明世中学校（1961年土岐中と統合し瑞陵中へ）[37]
- 瑞浪市立大湫中学校（1961年釜戸中へ統合）[38]
- 瑞浪市立陶中学校〈2代目〉（2016年稲津中と統合し瑞浪市立瑞浪南中学校へ）[39]
- 瑞浪市立稲津中学校（2016年陶中〈2代目〉と統合し瑞浪南中へ）[39]
- 瑞浪市立瑞陵中学校（2019年統合により瑞浪市立瑞浪北中学校へ）[40]
- 瑞浪市立釜戸中学校（同上）[40]
- 瑞浪市立日吉中学校（同上）[40]
- 陶町立陶中学校〈初代〉（1948年吉田中と統合し陶中〈2代目〉へ）[41]

## 羽島市
- 羽島市立桑原中学校（2017年羽島市立桑原小学校と統合し羽島市立桑原学園へ）[42]
- 組合立美乃路中学校（1948年4月正木中と足近中に分立）
- 正木村立正木中学校（1951年統合により羽島市立羽島中学校〈当時：組合立〉へ）[注釈 10]
- 足近村立足近中学校（同上）
- 小熊村立小熊中学校（同上）
- 上中島村下中島村組合立中島中学校〈旧〉（1948年4月上中島中と下中島中に分立）[43]
- 上中島村堀津村組合立上中島中学校（1948年9月下中島中と統合し羽島市立中島中学校〈当時：上中島村下中島村堀津村組合立〉へ）[43]
- 下中島村立下中島中学校（1948年9月上中島中と統合し中島中〈当時：組合立〉へ）[43]
- 江吉良村・福寿村・堀津村組合立中部中学校（1948年4月江吉良中と福寿中へ分割）[44]
- 江吉良村立江吉良中学校（1948年6月羽島市立竹鼻中学校〈当時：竹鼻町立〉へ統合）[44]
- 福寿村立福寿中学校（同上）[44]

## 恵那市
- 恵那市立東野中学校（1957年恵那中と統合し恵那市立恵那東中学校へ）[45]
- 恵那市立恵那中学校（1957年恵那東中と恵那西中〈初代〉へ分割）[45]
- 恵那市立恵那西中学校〈初代〉（1979年統合により恵那市立恵那西中学校〈2代目〉へ）[46]
- 恵那市立武並中学校（同上）[46]
- 恵那市立三郷中学校（同上）[46]
- 恵那市立中野方中学校（1997年統合により恵那市立恵那北中学校へ）[47]
- 恵那市立笠置中学校（同上）[47]
- 恵那市立飯地中学校（同上）[47]
- 本郷村立大成中学校（1948年恵那市立岩邑中学校〈当時：岩村町立〉へ統合）[48]
- 山岡町立山岡東中学校（1958年山岡西中と統合し恵那市立山岡中学校〈当時：山岡町立〉へ）[49]
- 山岡町立山岡西中学校（1958年山岡東中と統合し山岡中へ）[49]
- 明智町立東方中学校（1963年恵那市立明智中学校〈当時：明智町立〉へ統合）[50]
- 吉田村立吉田中学校〈初代〉（1948年陶中と統合し陶中〈2代目〉へ）[41]
- 明智町立吉田中学校（1952年陶中〈2代目〉から分立。1972年明智中へ統合され吉田分教室となり、1974年廃止）[50]
- 上矢作町立上中学校（1989年下原田中と統合し恵那市立上矢作中学校〈当時：上矢作町立〉へ）[51]
- 上矢作町立下原田中学校（1989年上中と統合し上矢作中へ）[51]
- 串原村立串原中学校〈旧〉（1970年本郷中と統合し恵那市立串原中学校〈当時：串原村立〉串原分教室となり、1971年新校舎に移転）[52]
- 串原村立本郷中学校（1970年串原中本郷分教室となり、1971年廃止）[52]
- 大井町立大井中学校（1948年長島中と統合し恵那中へ）
- 長島町立長島中学校（1948年大井中と統合し恵那中へ）
- 大井町長島町学校組合立恵那中学校久棲分校（1950年）

## 美濃加茂市
- 美濃加茂市立古井中学校（1960年統合により美濃加茂市立東中学校へ）[53]
- 美濃加茂市立山之上中学校（同上）[53]
- 美濃加茂市立下米田中学校（同上）[53]
- 美濃加茂市立太田中学校（1966年加茂野中と統合し美濃加茂市立西中学校へ）[54]
- 美濃加茂市立加茂野中学校（1966年太田中と統合し西中へ）[54]
- 美濃加茂市立蜂屋中学校（1967年西中へ統合）[54]
- 美濃加茂市立北中学校（1969年富加村立富加中と統合し美濃加茂市富加町中学校組合立双葉中学校〈当時：美濃加茂市富加村中学校組合立〉へ）[55]
- 三和村立三和中学校（1952年伊深村立伊深中学校と統合し三和村伊深村組合立伊深中学校〈1955年北中へ改称〉へ）[56]

## 土岐市
- 土岐市立妻木中学校（1960年下石中と統合し土岐市立西陵中学校へ）[57]
- 土岐市立下石中学校（1960年妻木中と統合し西陵中へ）[57][注釈 11]
- 鶴里村立鶴里中学校（1947年曽木中と統合し土岐市立濃南中学校〈当時：組合立〉へ）[59]
- 曽木村立曽木中学校（1947年鶴里中と統合し濃南中へ）[59]

## 各務原市
- 鵜沼町立鵜沼中学校〈旧〉（1961年各務中と統合し各務原市立鵜沼中学校〈当時：鵜沼町立〉へ）[60]
- 鵜沼町立各務中学校（1961年鵜沼中〈旧〉と統合し鵜沼中〈新〉へ）[60]
- 稲羽町立共和中学校（1957年前宮中と統合し各務原市立稲羽中学校〈当時：稲羽町立〉へ）[61]
- 稲羽町立前宮中学校（1957年共和中と統合し稲羽中へ）[61]

## 可児市
- 土田村立土田中学校（1948年4月春里中と統合し組合立西部中〈現：可児市立蘇南中学校〉へ）[62]
- 春里町立春里中学校（1948年4月土田中と統合し西部中へ）[62][注釈 12]
- 帷子村立帷子中学校（1948年9月西部中へ統合）[62][注釈 12]
- 今渡町立今渡中学校（1953年西部中へ統合）[62]
- 広見町立広見中学校（1949年平牧中・姫治中・久々利中と統合し可児市立中部中学校〈当時：組合立〉へ）[注釈 13]
- 平牧村立平牧中学校（1949年広見中・姫治中・久々利中と統合し中部中平牧分校となり、1950年廃止）
- 姫治村立姫治中学校（1949年広見中・平牧中・久々利中と統合し中部中姫治分校となり、1950年廃止）[注釈 14]
- 久々利村立久々利中学校（1949年広見中・平牧中・姫治中と統合し中部中久々利分校となり、1950年廃止）

## 山県市
- 西武芸村立西武芸中学校〈旧〉（1948年東武芸中と統合し西武芸中へ）
- 高富町立高富中学校〈旧〉（1971年大桜中と統合し山県市立高富中学校〈当時：高富町立〉へ）[63]
- 高富町立大桜中学校（1971年高富中〈旧〉と統合し高富中〈新〉へ）[63]
- 美山町立美山南中学校（2003年美山北中と統合し山県市立美山中学校へ）[64]
- 美山町立美山北中学校（2003年美山南中と統合し美山中へ）[64]
- 美山村立葛原中学校（1962年統合により美山北中へ）[64]
- 美山村立谷合中学校（同上）[64]
- 美山村立北武芸中学校（同上）[64]
- 美山村立北山中学校（同上）[64]
- 美山町立乾中学校（1966年統合により美山南中へ）[64]
- 美山町立富波中学校（同上）[64]
- 美山町立西武芸中学校（同上）[64]
- 美山町立乾中学校柿野洞冬季分校（同上）
- 美山町立仲越中学校（1979年美山北中へ統合）

## 瑞穂市
- 穂積町立瑞穂中学校本田分校（1948年）[注釈 15]
- 穂積町立瑞穂中学校牛田分校（1948年）
- 川崎村鷺田村船木村学校組合立巣南中学校川崎分校（1949年）[注釈 16]
- 川崎村鷺田村船木村学校組合立巣南中学校鷺田分校（1949年）

## 飛騨市
- 飛騨市立河合中学校〈2代目〉（2011年飛騨市立古川中学校へ統合）[65]
- 飛騨市立宮川中学校（同上）[65]
- 河合村立河合中学校〈初代〉（1948年羽根中・保中・元田中・稲越中・角川中へ分割）[65]
- 河合村立羽根中学校（1962年統合により河合中〈2代目〉へ）[65]
- 河合村立保中学校（同上）[65]
- 河合村立元田中学校（同上）[65]
- 河合村立稲越中学校（同上）[65]
- 河合村立角川中学校（同上）[65]
- 古川町立細江中学校（1958年宮城中開校に伴い廃校）[65]
- 小鷹利村立小鷹利中学校大村分校（1952年）
- 古川町立細江中学校袈裟丸分校（1958年）
- 古川町立宮城中学校（1964年古川中宮城分教室となり、1966年廃止）[65]
- 古川町立小鷹利中学校（1964年古川中小鷹利分教室となり、1966年廃止）[65]
- 古川町立数河中学校（1959年宮城中数河分校から改称、1966年古川中へ統合）[65]
- 古川町立畦畑中学校（1959年小鷹利中畦畑分校から改称、1966年古川中へ統合）[65]
- 古川町立古川中学校〈旧〉（1964年古川中古川分教室となり、1966年廃止）[65]
- 宮川村立宮川中学校〈旧〉（1959年統合により宮川中へ）[65]
- 宮川村立種蔵中学校（同上）[65]
- 宮川村立大無雁中学校（同上）[65]
- 宮川村立坂下中学校（1965年宮川中へ統合）[65]
- 船津町立船津中学校（1948年阿曽布村立第一中と統合し吉城郡学校組合立船津中学校〈現：飛騨市立神岡中学校〉へ）[注釈 17]
- 阿曽布村立第一中学校（1948年船津町立船津中と統合し吉城郡学校組合立船津中へ）
- 神岡町立茂住中学校（1968年神岡中へ統合[66]）
- 神岡町立漆山中学校（1948年茂住中漆山分校から独立、1975年神岡中へ統合[67]）
- 神岡町立大津山中学校（1953年私立神岡第二中学校から改称、1975年7月神岡中へ統合[68]）
- 神岡町立栃洞中学校（1953年私立神岡第一中学校から改称、1977年神岡中栃洞教室となり、1978年廃止[69]）
- 神岡町立山田中学校（1978年神岡中山田教室となり、1978年廃止[70]）
- 神岡町立森茂小中学校（1982年下之本小中と統合し飛騨市立山之村小中学校〈当時：神岡町立〉へ）[71]
- 神岡町立下之本小中学校（1982年森茂小中と統合し山之村小中へ）[71]

## 本巣市
- 本巣市立根尾中学校（2022年本巣市立根尾小学校と統合し、本巣市立根尾学園へ）[72]
- 外山村立外山中学校金原分校（1950年）
- 本巣町立本巣中学校〈旧〉（1964年外山中と統合し本巣市立本巣中学校〈当時：本巣町立〉へ）[73]
- 本巣町立外山中学校（1964年本巣中〈旧〉と統合し本巣中〈新〉へ）[73]
- 根尾村立根尾中学校高尾分校（1959年）
- 梶尾村立根尾中学校黒津分校（1960年越波分校・大河原分校を統合し根尾中から分立。黒津中へ）[74]
- 根尾村立根尾中学校越波分校（1960年黒津中へ）[74]
- 根尾村立根尾中学校大河原分校（1960年黒津中へ）[74]
- 根尾村立根尾中学校下大須分校（1960年上大須分校を統合し根尾中から分立。大須中へ）[74]
- 根尾村立根尾中学校上大須分校（1960年大須中へ）[74]
- 根尾村立根尾中学校長嶺分校（1964年）
- 根尾村立黒津中学校（1965年本巣市立根尾中学校〈当時：根尾村立〉へ統合）[74]
- 根尾村立大須中学校（同上）[74]
- 根尾村立根尾中学校松田分校（1966年）
- 根尾村立根尾中学校奥谷分校（1966年）
- 本巣郡学校組合立真正中学校弾正分校（1949年）[75]
- 一色村土貴野村席田村学校組合立糸貫中学校一色分校（1949年）[76]
- 一色村土貴野村席田村学校組合立糸貫中学校土貴野分校（1949年）[76]
- 一色村土貴野村席田村学校組合立糸貫中学校本巣高校分校（1949年）[76]

## 下呂市
- 下呂市立馬瀬中学校（2017年下呂市立萩原南中学校へ統合）[77]
- 上原村立上原中学校門和佐分校（1949年）
- 下呂町立下呂中学校〈旧〉（1968年下呂市立下呂中学校〈当時：下呂町立〉下呂教室となり、1969年新校舎に移転）[78]
- 下呂町立上原中学校（1968年下呂中上原教室となり、1969年廃止）[78]
- 下呂町立中原中学校（1968年下呂中中原教室となり、1969年廃止）[78]
- 小坂町立小坂中学校湯屋分校（1948年）
- 小坂町立小坂中学校滝上開拓地冬期分校（1962年）[79]
- 萩原町立萩原中学校宮田分校（1952年）[80]
- 萩原町立萩原中学校（1953年1月7日萩原・川西学校組合立北中学校〈現：下呂市立萩原北中学校[81]と萩原・川西学校組合立南中学校〈現：萩原南中〉[77]へ再編）
- 川西村立川西中学校（同上）[81][77]
- 萩原町立山之口中学校（1968年北中へ統合）[81]
- 金山町立金山中学校（1948年下原中と統合し学校組合立金山下原中学校〈のち：濃斐中〉へ）
- 下原村立下原中学校（1948年金山中と統合し金山下原中へ）
- 金山町立菅田中学校（1970年新設の下呂市立金山中学校へ名目統合。1971年新校舎竣工により実質統合）[注釈 18]
- 金山町立東中学校（同上）
- 金山町立東第二中学校（同上）
- 金山町立濃斐中学校（同上）
- 馬瀬村立総島中学校（1983年中切中と統合し馬瀬中へ）[82]
- 馬瀬村立中切中学校（1983年総島中と統合し馬瀬中へ）[82]

## 海津市
- 海津市立城山中学校（2008年養南中と統合し城南中〈初代〉へ）[83]
- 海津市立養南中学校（2008年城山中と統合し城南中〈初代〉へ）[83]
- 海津市立城南中学校〈初代〉（2016年南濃中と統合し海津市立城南中学校〈2代目〉へ）[84]
- 海津市立南濃中学校（2016年城南中〈初代〉と統合し城南中〈2代目〉へ）[84]
- 今尾町立今尾中学校（1948年吉里中・養老郡池辺村立池辺中と統合し学校組合立今尾中学校〈現：海津市立平田中学校〉へ）[注釈 19]
- 海西村吉里村組合立吉里中学校（1948年今尾中・養老郡池辺村立池辺中と統合し今尾中へ）
- 岐阜県海津郡学校組合立南濃中学校西江分校（1948年）
- 岐阜県海津郡学校組合立南濃中学校大江分校（1948年）

## 郡上市
- 郡上市立和良中学校（2011年西和良中と統合し郡上市立郡上東中学校へ）[86]
- 郡上市立西和良中学校（2011年和良中と統合し郡上東中へ）[86]
- 大和村立西中学校（1956年西川中から改称、1968年統合により郡上市立大和中学校〈当時：大和村立〉西部分教室となり、1970年新校舎に移転）[87]
- 大和村立南中学校（1956年山田中から改称、1968年大和中南分教室となり、1970年廃止）[87]
- 大和村立北中学校（1956年弥富中から改称、1968年大和中北分教室となり、1970年廃止）[87]
- 大和村立北中学校北分教場（1966年）※大和村立大和中学校北分教室とは異なる。
- 大和村立大和中学校内ヶ谷分校（1970年）
- 大和村立大和中学校下栗巣分校（1970年）
- 大和村立大和中学校上栗巣分校（1970年）
- 白鳥町立白鳥中学校〈旧〉（1964年北濃中と統合、郡上市立白鳥中学校〈当時：白鳥町立〉へ）[88]
- 白鳥町立北濃中学校（1964年白鳥中〈旧〉と統合、白鳥中へ）[88]
- 白鳥町立牛道中学校（1965年白鳥中へ統合）[88]
- 白鳥町立石徹白中学校（1980年白鳥中へ統合）[88]
- 高鷲村立高鷲中学校鷲見分校（1962年）[89]
- 高鷲村立大日中学校（1965年郡上市立高鷲中学校〈当時：高鷲村立〉へ統合）[89]
- 高鷲村立高鷲中学校西洞分校（同上）[89]
- 奥明方村立明方中学校奥住分校（1951年）
- 奥明方村立明方中学校（1961年畑佐中と統合し郡上市立明宝中学校（当時：奥明方村立奥明方中学校）へ）[注釈 20]
- 奥明方村立畑佐中学校（1961年明方中と統合し奥明方中へ）
- 奥明方村立明方中学校寒水分校（1961年）
- 奥明方村立畑佐中学校小川分校（1961年）
- 八幡町立川合中学校（1958年郡上市立八幡中学校〈当時：八幡町立〉へ統合）[注釈 21]
- 八幡町立相生中学校相生分校（1959年）
- 八幡町立口明方中学校（1974年八幡中へ統合）[注釈 22]
- 八幡町立相生中学校（1980年相生第二中と統合し郡上市立八幡西中学校〈当時：八幡町立〉へ）[91]
- 八幡町立相生第二中学校（1980年相生中と統合し八幡西中へ）[91]
- 八幡町立小那比中学校（1998年）[92]

## 羽島郡
- 八剣村立八剣中学校（1950年厚見村茜部村組合立厚茜中と統合し厚八中へ）[6]
- 羽島郡笠松町・羽島郡岐南町中学校組合立羽栗中学校（1973年に岐南町立岐南中学校〈当時：岐南町笠松町中学校組合立〉開設により廃校）[6]
- 岐阜市岐南町組合立厚八中学校（1973年岐南中と岐阜市立厚見中学校へ分割）[6]

## 養老郡
- 学校組合立合日中学校（1947年）
- 池辺村立池辺中学校（1948年今尾中・吉里中と統合し海津市立平田中学校〈当時：組合立〉へ）
- 岐阜県養老郡学校組合立高田中学校養老分校（1949年）[注釈 23]
- 岐阜県養老郡学校組合立高田中学校小畑分校（1949年）
- 岐阜県養老郡学校組合立高田中学校多芸分校（1949年）
- 岐阜県養老郡学校組合立高田中学校日吉分校（1949年）
- 養老町立笠郷中学校（1980年養老町立東部中学校開校に伴い廃校）[注釈 24]

## 不破郡
- 垂井町立岩手中学校（1976年垂井町立北中学校開校に伴い廃校）[注釈 25]
- 関ケ原町立今須小中学校（2021年関ケ原町立関ケ原中学校へ統合）[94]

## 安八郡
- 安八郡学校組合立神戸中学校南平野分校（1950年）[注釈 26]
- 安八郡学校組合立神戸中学校下宮分校（1950年）
- 学校組合立南安中学校（1948年仁木中と統合し輪之内町立輪之内中学校〈当時：学校組合立〉へ）[95]
- 学校組合立仁木中学校（1948年南安中と統合し輪之内中へ）[95]

## 揖斐郡
- 揖斐川町立揖斐中学校（1960年9月1日揖斐川町立揖斐川中学校へ再編）[96]
- 揖斐川町立小島中学校（1960年9月1日揖斐川中小島教室となり[96]、1961年廃止[97]）
- 揖斐川町立藤橋中学校（2007年揖斐川町立北和中学校へ統合）[98]
- 揖斐川町立久瀬中学校（2014年北和中へ統合）[98]
- 揖斐川町立坂内小中学校（2022年北和中へ統合）[99]
- 春日村立春日中学校〈初代〉（1948年中央中・六合中・美束中に分立）[100]
- 春日村立中央中学校（1964年統合により春日中〈2代目〉へ）[100]
- 春日村立六合中学校（同上）[100]
- 春日村立美束中学校（同上）[100]
- 揖斐川町立春日中学校〈2代目〉（2014年揖斐川町立揖斐川中学校へ統合）[101]
- 谷汲村立谷汲中学校〈旧〉（1967年統合により揖斐川町立谷汲中学校へ）[102]
- 谷汲村立長瀬中学校（同上）[102]
- 谷汲村立横蔵中学校（同上）[102]
- 坂内村立坂内中学校諸家分校（1953年）[103]
- 坂内村立坂内中学校川上分校（1957年）[103]
- 久瀬村立久瀬中学校日坂冬季分校（1954年）
- 久瀬村立久瀬中学校小津冬季分校（1954年）
- 徳山村立徳山中学校西谷分校（1961年）
- 徳山村立徳山中学校東谷分校（1961年）
- 藤橋村立杉原中学校親鬼姫生分校（1962年）
- 藤橋村立杉原中学校（1981年休校、1982年藤橋中〈当時：横山中〉へ統合）
- 徳山村立徳山中学校（1987年藤橋中へ統合）
- 組合立揖東中学校清水分校（1949年）[注釈 27]
- 組合立揖東中学校川合分校（1949年）
- 組合立揖東中学校西郡分校（1948年）
- 組合立揖南中学校八幡分校（1949年）[注釈 28]
- 組合立揖南中学校宮地分校（1949年）
- 組合立揖南中学校養基分校（1949年）

## 本巣郡
- 学校組合立北方中学校〈初代〉（1984年北方町立北方中学校〈2代目〉と岐阜市立岐阜西中学校[104]へ分割）
- 北方町立北方中学校〈2代目〉（2023年北方小学校・北方西小学校・北方南小学校と統合。義務教育学校の北方町立北学園・北方町立南学園へ再編）[105]

## 加茂郡
- 上米田村立上米田中学校（1953年組合立中部中学校〈現：川辺町立川辺中学校〉上米田分校となり[106]、1954年廃止[107]）
- 川辺町上米田村三和村学校組合立中部中学校三和分校（1953年三和村が組合立中部中学校に合流するために三和村伊深村組合立伊深中学校から分立[106]、1954年廃止）
- 上麻生村立上麻生中学校室兼分校（1948年）
- 佐見村立佐見中学校下佐見分校（1949年）
- 錦津村立錦津中学校（1948年八百津中〈初代〉へ統合）
- 富加村立富加中学校（1969年美濃加茂市立北中と統合し双葉中へ）[108]
- 七宗村立川並中学校（1963年七宗町立上麻生中学校〈当時：七宗村立〉へ統合）[109]
- 七宗町立上麻生中学校（2025年神渕中と統合し、七宗町立七宗中学校へ）
- 七宗町立神渕中学校（2025年上麻生中学校と統合し、七宗町立七宗中学校へ）
- 加茂郡学校組合立下麻生中学校（1962年中部中へ統合）[110]
- 八百津町立八百津中学校〈初代〉（1980年和知中と統合し八百津町立八百津中学校〈2代目〉へ）[111]
- 八百津町立和知中学校（1980年八百津中〈初代〉と統合し八百津中〈2代目〉へ）[111]
- 八百津町立久田見中学校（1991年福地中と統合し八百津町立八百津東部中学校へ）[112]
- 八百津町立福地中学校（1991年久田見中と統合し八百津東部中へ）[112]
- 八百津町立潮南中学校（1997年に八百津東部中潮南分校となり1999年統合）[112]
- 白川町立白川中学校〈旧〉（1962年統合により白川町立白川中学校〈新〉へ）[113]
- 白川町立大山中学校（同上）[113]
- 白川町立坂ノ東中学校（同上）[113]
- 白川町立蘇原中学校（1963年白川中へ統合）[113]
- 白川町立切井中学校（1980年白川中へ統合）[113]
- 白川町立佐見中学校（2022年白川中へ統合）[114]
- 東白川村立東白川中学校越原分校（1963年）[115]

## 可児郡
- 御嵩町立御嵩中学校（1948年中中と統合し御嵩・中中学校組合立東部中学校〈現：御嵩町立向陽中学校〉へ）[116]
- 中村立中中学校（1948年御嵩中と統合し東部中へ）[116]
- 伏見村立伏見中学校（1948年9月兼山中と統合し可児市御嵩町中学校組合立共和中学校〈当時：兼山町伏見村組合立〉へ）[117]
- 兼山町立兼山中学校（1948年9月伏見中と統合し共和中へ）[117]

## 大野郡
- 白川村立平瀬中学校尾神分校（1954年）[注釈 29]
- 白川村立白川中学校大牧分校（1956年）[118]
- 白川村立平瀬中学校保木脇冬季分校（1963年）[118]
- 白川村立白川中学校牛首分校（1965年）[118]
- 白川村立白川中学校加須良分校（1967年）[118]
- 白川村立白川中学校馬狩分校（1973年）[118]
- 白川村立白川中学校椿原分校芦蔵冬季分校（1978年）[注釈 30]
- 白川村立白川中学校椿原分校（1980年）[118][注釈 31]
- 白川村立白川中学校〈初代〉（1992年平瀬中と統合し白川中〈2代目〉へ）[118]
- 白川村立平瀬中学校（1992年白川中〈初代〉と統合し白川中〈2代目〉へ）[118]
- 白川村立白川中学校〈2代目〉（2017年白川村立白川小学校と統合し白川村立白川郷学園へ）[118]